# Référendum de 2020 sur la légalisation du cannabis au Dakota du Sud
Un référendum sur la légalisation du cannabis a lieu le 3 novembre 2020 au Dakota du Sud. La population est amenée à se prononcer sur un amendement constitutionnel d'initiative populaire portant sur la légalisation du cannabis à fin récréative et médicale. Un référendum sur la légalisation du cannabis à fin médicale uniquement est organisé le même jour.
L' Amendement A soumis à référendum vise à légaliser la possession et l'utilisation du cannabis à fins récréatives et à exiger du parlement de l’État qu'il mette en place une réglementation encadrant l'utilisation du cannabis à fins médicales ainsi que la vente de chanvre avant le 1er avril 2022.
L'amendement est approuvé à une majorité de 54 % des voix, mais est annulé trois mois plus tard sur décision de justice.

## Résultats
| Choix                     | Votes   | %     |
| ------------------------- | ------- | ----- |
| Pour                      | 225 260 | 54,18 |
| Contre                    | 190 477 | 45,82 |
|                           |         |       |
| Votes valides             | 415 737 | 97,24 |
| Votes blancs et invalides | 11 792  | 2,76  |
| Total                     | 427 529 | 100   |
| Abstention                | 151 126 | 26,12 |
| Inscrits/Participation    | 578 655 | 73,88 |

| Pour 225 260 (54,18 %) |  |  | Contre 190 477 (45,88 %) |
| ▲                      |  |  |                          |
| Majorité absolue       |  |  |                          |

## Suites
La légalisation prend effet au premier juillet 2021, de même que les ventes à but médical. Le parlement de l’État dispose jusqu'au premier avril 2022 pour rédiger la législation régissant la vente à but récréatif.
Le 8 février cependant, l'amendement est annulé par la juge Christina Klinger pour violation des conditions de mise en œuvre d'un amendement dans l'état, qui imposent qu'un seul objet soit soumis au vote à la fois.